# GSC3511-1211
GSC3511-1211 — хімічно пекулярна зоря спектрального класу A3, що має видиму зоряну величину в смузі V приблизно  9,4.
Вона  розташована на відстані близько 1269,1 світлових років від Сонця.